# انقلاب آگوست
انقلاب آگوست (ویتنامی: Cách-mạng tháng Tám) انقلابی بود که توسط ویت مین (اتحاد استقلال خواهانهٔ ملی) علیه امپراتوری ویتنام و امپراتوری ژاپن در نیمه دوم اوت ۱۹۴۵ به راه افتاد. ویت مین، به رهبری حزب کمونیست هندوچین، در سال ۱۹۴۱ ایجاد شد و به گونه ای طراحی شد که جمعیت بیشتری را نسبت به آنچه که کمونیست‌ها می‌توانستند فرمان دهند، جلب کند.